# Trapelus lessonae
Trapelus lessonae là một loài thằn lằn trong họ Agamidae. Loài này được De Filippi mô tả khoa học đầu tiên năm 1865.